# Céline Alvarez
Pour les articles homonymes, voir Alvarez.
Céline Alvarez, née le 12 février 1983 à Argenteuil, est une autrice et conférencière française. 
Elle s'est fait connaître du grand public en 2016 en faisant paraître Les Lois naturelles de l'enfant, livre où elle relate une expérimentation menée entre septembre 2011 et juin 2014 dans une école maternelle de Gennevilliers placée en zone d'éducation prioritaire qui aurait abouti à un développement important de la personnalité et des compétences cognitives des enfants.

## Biographie
Née en 1983, Céline Alvarez grandit à Argenteuil, dans le Val-d'Oise,,. Après le baccalauréat, elle donne des cours de français en Espagne, pays d'origine de son père, et s'intéresse au bilinguisme chez les enfants. Depuis Madrid, elle s'inscrit en master de sciences du langage par correspondance à l'université de Grenoble. De retour en région parisienne, elle se forme en pédagogie Montessori, puis passe le concours de professeur des écoles en 2009 en candidat libre. Approchée par Jean-Michel Blanquer, directeur général de l'enseignement scolaire (Dgesco) au ministère de l'Éducation nationale alors occupé par Luc Chatel, elle obtient de lui une carte blanche pédagogique.
La bibliothèque des expérimentations pédagogiques Expérithèque précise qu'à l'origine de cette carte blanche figurent « les chiffres alarmants du nombre d'enfants en très grandes difficultés scolaires à la sortie du CM2 – plus d’un enfant sur trois est en grande difficulté ou n’a que des acquis fragiles en lecture, écriture et calcul – ainsi que le taux élevé d'illettrisme en 6e, et le déterminisme social pointé par le dernier rapport PISA. » L'objectif est de « montrer une réduction possible significative de l'échec scolaire et une augmentation du bien-être des enfants à l’école, en offrant un environnement qui réponde aux besoins et aux vifs intérêts de l’enfant âgé de 3 à 6 ans. »
Affectée à Neuilly-sur-Seine après l'obtention du concours, Céline Alvarez l'est à l'école maternelle Jean-Lurçat de Gennevilliers à la rentrée 2011, pour entamer l'expérimentation. En septembre 2014, elle explique au journal Le Monde qu'elle a passé le concours pour « infiltrer le système et parvenir à le changer, pas pour enseigner. Je me laissais trois ans pour proposer un environnement de classe faisant l'effet d'une bombe pédagogique. » Elle bénéficie du soutien financier de l'association « Agir pour l'école », liée à l'Institut Montaigne auquel est lié Jean-Michel Blanquer,. « Agir pour l'école » rémunère une ATSEM elle-même formée en pédagogie Montessori, Anna Bisch, pour assister Alvarez dans son travail quotidien, et leur fournit un budget de recherche de 10 000 euros pour fournir complètement la classe : meubles, matériel scolaire de base, matériel pédagogique (de qualité), etc. afin que l'expérimentation puisse se dérouler dans les meilleures conditions possibles.
Au bout de trois ans, l'expérience n'est pas reconduite par l'Éducation nationale à laquelle Céline Alvarez présente sa démission. Dans les premiers temps de la médiatisation (rétrospective) de l'expérimentation de Gennevilliers, cet arrêt est parfois présenté comme une interruption inattendue de la part du ministère. Par la suite, Céline Alvarez expliquera que la durée de trois ans était prévue dès le départ avec le Dgesco et « Agir pour l'école » et qu'elle avait d'autres projets : à partir de 2014, elle partage son expérience via son site Internet, des vidéos pédagogiques et des conférences, et en septembre 2016, elle fait paraître Les lois naturelles de l'enfant (éditions Les Arènes), qui lui vaut d'être lauréate du Prix Psychologies-Fnac 2017.

## L'expérience pédagogique de Gennevilliers
Lors de cette expérience de 2011 à 2014, le cadre pédagogique mis en œuvre comprenait la mise à disposition progressive d'un matériel pédagogique qualifié de « varié et de qualité » (matériel essentiellement développé par les docteurs Édouard Séguin et Maria Montessori), et l'adoption d'une approche pédagogique revendiquée comme étant à la fois humaine, structurante et bienveillante. Alvarez a bénéficié, lors de cette expérience, de certaines conditions : un emploi du temps différent des autres membres de l'équipe pédagogique (pas de créneaux récréation imposés), la présence d’une ATSEM supplémentaire, la conservation des élèves dans la même classe pendant trois années successives, ainsi que du matériel spécifique. Autant de moyens difficiles à généraliser sur tout le territoire en raison de leur coût.
Devant les progrès des enfants observés au sein de cette classe expérimentale (composée la première année d'enfants de petite et de moyenne sections, puis des trois niveaux de maternelle les deux années suivantes), Céline Alvarez met notamment en place une collaboration avec l'équipe du neuroscientifique Stanislas Dehaene afin d'explorer empiriquement les mécanismes cérébraux impliqués dans les évolutions tant scolaires qu'humaines dont elle est témoin.

### Base théorique
L'approche pédagogique de Céline Alvarez se fonde au départ sur les travaux scientifiques et pédagogiques des docteurs Séguin et Montessori. Cette base a ensuite été enrichie, précisée et actualisée par cette dernière grâce à l'apport actuel des neurosciences. Céline Alvarez a également apporté des modifications aux théories de Maria Montessori consacrées au langage (pensées à l'époque à partir de la langue italienne), afin que ces dernières puissent être adaptées à la langue française,.
Plusieurs principes sont valorisés dans cette approche pédagogique d'un point de vue théorique :
1. La valorisation de la plasticité cérébrale du jeune être humain dès la naissance : importance des deux premières années de vie, environnement aimant et sécurisant, apprentissage par l'expérience sensible…
2. La reconnaissance et l'optimisation des périodes sensibles en matière d'apprentissage chez l'enfant (de la naissance à 5 ans).
3. Le développement des compétences exécutives : mémoire de travail (mémoire à court terme, capacité à retenir une consigne), contrôle inhibiteur (maîtrise des émotions, développement de l'empathie) et flexibilité cognitive (capacité à trouver des solutions par soi-même, capacité d'autocorrection et créativité)[15].
4. Le développement optimal de l'autonomie chez l'enfant : structurer son besoin d'autonomie sans l'entraver, l'aider à s'exprimer, à se maîtriser, l'aider et l'encourager à faire seul, l'intégrer pleinement dans les activités pratiques réalisées au quotidien (la cuisine, le ménage, le jardinage, le soin des animaux…), lui fournir un environnement riche, ordonné et sécurisé appelant lui-même à l'ordre et à la découverte…
5. L'exploration de la nature, la connaissance de ce qu'elle apporte et de la façon d'en prendre soin.
6. La préservation de l'enfant vis-à-vis du stress dit « toxique » ou destructeur de neurones (causé entre autres par les violences, les insultes, les humiliations répétées…).
7. Le bien-être et l'équilibre de l'adulte comme impératif préalable à l'accompagnement constructif et bienveillant de l'enfant quel qu'il soit.

### Approche pédagogique défendue
Cette approche, revendiquée comme étant tournée essentiellement vers l'humain et le respect de son fonctionnement naturel (tant émotionnel que cognitif), est valorisée comme le cœur de la stratégie pédagogique proposée par Céline Alvarez,. Elle se fonde elle-même sur de nombreuses valeurs et principes éducatifs précis, applicables dans le cadre scolaire :
- Mise en place de rapports horizontaux adultes-enfants : absence de notation, suppression du système global de validation par l'adulte, valorisation de l'enfant fondée sur la satisfaction personnelle exprimée par ce dernier face à son travail, encouragement de son envie d'apprendre, de sa capacité d'autodiscipline…
- Assainissement des rapports enfants-enfants : absence de compétition, travail sur la compréhension et la verbalisation des émotions, dynamique de groupe valorisée, acceptation des différences de chacun…
- Développement prioritaire de l'autonomie et valorisation des échanges interâges/interniveaux (apprentissage par les pairs).
- Exemplarité des comportements de chacun, adulte comme enfant : au niveau du langage notamment, mais aussi rejet de tout comportement destructeur tel que la violence ou l'humiliation.
- Respect du travail et de la concentration de l'autre, sécurisation de l'apprentissage (seule règle commune et immuable appliquée au sein de la classe expérimentale de Céline Alvarez).
- Valorisation naturelle des principes de « reliance », d'entraide et de vivre ensemble.

### Des outils d'aide à l'apprentissage
En complément de cette approche relationnelle, considérée comme primordiale pour faciliter et encourager les apprentissages des enfants, Céline Alvarez s'est également appuyée sur une sélection de matériels didactiques déjà utilisés pour la plupart dans le cadre des écoles labellisées Montessori (privées),.
Cependant, Céline Alvarez défend l'idée selon laquelle ce matériel ne reste qu'un support pédagogique. Il peut donc être décliné à l'infini, à l'aide de n'importe quel objet du quotidien, le label attribué n'étant pas seul gage de son efficacité.
Aussi, dans sa classe expérimentale de Gennevilliers, Céline Alvarez, épaulée par son ATSEM Anna Bisch, a tenté de mettre en place un environnement optimisé pour favoriser et faciliter l'apprentissage des enfants reçus. Pour l'enseignante, cet environnement devait obligatoirement être : « riche » (dans les contenus pédagogiques proposés), « ordonné », « varié » et « propre ».
Comme il est précisé dans son ouvrage, cet environnement a par ailleurs fait l'objet de nombreuses modifications au cours de l'expérience afin de « répondre au mieux aux besoins des enfants et aux impératifs de leurs déplacements dans la salle de classe ». Le matériel didactique a quant à lui également été trié au fur et à mesure, et ce en fonction de sa pertinence (évaluée en fonction de son utilisation par les enfants et de ce qu'il leur apportait en matière d'apprentissage).
Enfin, la salle de classe était organisée par secteurs, correspondants aux différents types d'activités proposés :
- activités pratiques,
- activités sensorielles,
- activités plastiques et artistiques,
- langage (complété d'un coin bibliothèque),
- mathématiques.

Les activités disponibles dans la classe étaient présentées de façon individuelle, au moment jugé le plus opportun pour chaque enfant.
Chaque nouvelle activité proposée, chaque contenu éducatif présenté, devait dans ce cadre respecter l'impératif suivant : être accessible au niveau de l'enfant pour ne pas le décourager, tout en représentant un défi suffisant pour attiser sa curiosité et encourager son envie de découvrir et d'apprendre.
Néanmoins, Céline Alvarez indique que le co-apprentissage et la présentation de matériel entre pairs (des plus grands pour les plus petits par exemple) demeuraient une réalité quotidienne, presque automatique, aussi utile qu'efficace.
Des temps de regroupements étaient également et enfin proposés à différents moments de la journée (temps de lecture, de relaxation, d'échanges…).

## Critiques
Il n'existe de l'expérimentation de Gennevilliers aucun compte-rendu scientifique indépendant. Le journaliste Xavier Molénat remarque que Céline Alvarez présente ses résultats comme étant validés par le « CNRS de Grenoble » sans plus de précision quant au laboratoire et aux chercheurs impliqués, et que le seul « rapport de tests » auquel elle renvoie est en fait rédigé par le groupe « Agir pour l'école » promoteur de l'expérimentation.
Au sujet du discours tenu par Céline Alvarez auprès du grand public, l'historienne et chercheuse en éducation Laurence de Cock parle de « pensée magique », qui participerait au brouillage de la fonction de professeur et masquerait la complexité du métier, bien que Les lois naturelles de l'enfant n'a pour objet que des enfants de maternelle et non des adolescents du secondaire. Dans un article paru dans la Revue du crieur, elle démystifie également le prétendu apolitisme de Céline Alvarez et son oblitération de la question sociale.
L’inspecteur de l'Éducation nationale Paul Devin critique la manière dont Alvarez tend à considérer comme naturels certains caractères des enfants, comme le désir d’apprendre, alors qu’ils relèvent selon lui d’une construction sociale. Il critique également la façon dont le propos de Céline Alvarez entend fonder sur la neurologie les méthodes pédagogiques et l'évaluation de leur efficacité, alors que la problématisation des questions de l'apprentissage ne peut s'y réduire.
Le mercantilisme de la démarche de Céline Alvarez a été l'objet de critiques dans la presse. Les Lois naturelles de l'enfant lui aurait rapporté près de 400 000 euros, mais ses interventions sont bénévoles.

## Publications
- Les Lois naturelles de l'enfant, Les Arènes, 2016, 458 p., 15,5 × 22,5 cm (ISBN 978-2-35204-550-2, présentation en ligne).
- Une année pour tout changer : et permettre à l’enfant de se révéler, Paris, Les Arènes, coll. « AR.EDUCATION », 4 septembre 2019, 246 p., 22,5 × 15,5 cm (ISBN 978-2-7112-0141-9).